# Guarumal (Panama, Veraguas)
Pour les articles homonymes, voir Guarumal.
Guarumal est un corregimiento situé dans le district de Soná, province de Veraguas, au Panama. En 2000, la localité comptait 3 329 habitants.